# Ardops nichollsi
Ardops nichollsi (Thomas, 1891) è un pipistrello della famiglia dei Fillostomidi, unica specie del genere Ardops (Miller, 1906), diffuso nelle Piccole Antille.

## Descrizione

### Dimensioni
Pipistrello di medie dimensioni, con la lunghezza della testa e del corpo tra 60 e 73 mm, la lunghezza dell'avambraccio tra 42,5 e 51,9 mm, la lunghezza del piede tra 12,6 e 18 mm, la lunghezza delle orecchie tra 16 e 18 mm e un peso fino a 18,7 g.

### Caratteristiche craniche e dentarie
Il cranio è largo con un rostro corto e moderatamente appiattito. La cresta sagittale è ben sviluppata. Le creste sopra-orbitali e il processo post-orbitale sono robusti. Gli incisivi superiori sono corti e robusti. Il terzo molare inferiore è piccolo.
Sono caratterizzati dalla seguente formula dentaria:

### Aspetto
La pelliccia è lunga e densa. Il colore del dorso varia dal marrone scuro al bruno-nerastro, con i singoli peli marrone scuro alla base, giallo-brunastro al centro e marroni all'estremità. Sono presenti delle macchie bianche alla giunzione dell'ala sul corpo. Le parti ventrali sono brunastre brillanti, con dei riflessi bianco-grigiastri. Le membrane alari e l'uropatagio sono marroni scure. Il muso è corto. Le orecchie sono di dimensioni normali, marroni chiare con i margini giallastri. Il trago è corto, triangolare e giallastro. La foglia nasale è formata da una porzione anteriore rotonda e una posteriore lanceolata. L'uropatagio è limitato ad una banda lungo gli arti inferiori ed è  ricoperto di peli, mentre la coda è assente.
| Sottospecie         | Lunghezza dell'Avambraccio | Lunghezza della testa e del corpo | Peso        |
| ------------------- | -------------------------- | --------------------------------- | ----------- |
| A.n.nichollsi       | 42,5–44,9 mm               | 60–73 mm                          | 13-16 g     |
| A.n.annectens       | 48.1-49.8 mm               | 61–68 mm                          | 12.6-14.6 g |
| A.n.koopmani        | 47.3-50.5 mm               | 65–70 mm                          | 16-17 g     |
| A.n.luciae          | 45-48.1 mm                 | 65 mm                             | 12.6 g      |
| A.n.montserratensis | 51.1-51.9 mm               | 69–72 mm                          | 17-18 g     |

## Biologia

### Comportamento
Si rifugia sugli alberi e nella vegetazione.

### Alimentazione
Si nutre di frutta. Viene considerato un importante disseminatore ed impollinatore.

### Riproduzione
Femmine attive riproduttivamente sono state catturate in primavera. Un'altra catturata in aprile stava allattando. Danno alla luce un piccolo alla volta.

## Distribuzione e habitat
Questa specie è diffusa nelle Piccole Antille dall'isola di Sint Eustatius a nord, fino a Saint Vincent a sud.
Vive nelle foreste pluviali. Alcuni individui sono stati catturati lungo le ferrovie e in boschi di piante di cacao.

## Tassonomia
Sono state riconosciute 5 sottospecie:
- A.n.nichollsi: Dominica;
- A.n.annectens (Miller, 1913): Guadalupa;
- A.n.koopmani (Jones & Schwartz, 1967): Martinica;
- A.n.luciae (Miller, 1902): Saint Lucia e Saint Vincent;
- A.n.montserratensis (Thomas, 1894): Montserrat, Saint Kitts, Nevis, Sint Eustatius, Antigua e Saba[5].

## Conservazione
La IUCN Red List, considerata l'abbondanza all'interno dell'areale ristretto, classifica A.nichollsi come specie a rischio minimo (Least Concern)).